# Quassussuaq
Quassussuaq, også kendt som Lille Malene på dansk, er et bjerg beliggende nordøst for hovedstaden Nuuk i Grønland. Med en højde på 443 meter er Quassussuaq det mindste af de to bjerge, der præger byens horisont. Det andet er Ukkusissat, også kendt som Store Malene.
Quassussuaq betyder “den store fjeldryg” på grønlandsk.
Bjerget er et populært mål for vandrere.